# Büyükkızılcık, Göksun
Büyükkızılcık là một thị trấn thuộc huyện Göksun, tỉnh Kahramanmaraş, Thổ Nhĩ Kỳ. Dân số thời điểm năm 2010 là 5.191 người.